# Beovoz
Die Belgrader Vorort-Eisenbahn Beovoz (serbisch-kyrillisch Беовоз) war neben der Straßenbahn Belgrad das wichtigste schienengebundene Nahverkehrsmittel in Belgrad. Beovoz wurde durch die Eisenbahnen Serbiens (ŽS) betrieben und verband das Stadtzentrum mit dem Umland. Beovoz wurde ab 2013 von BG:Voz weitgehend abgelöst.

## Linien
| Linie | Strecke |
| ----- | --- |
| S1    | Inđija – Stara Pazova – Nova Pazova – Batajnica |
| S2    | Pančevo Vojlovica – Pančevo streliste – Pančevo varoš – Ovca – Sebes – Krnjaca – Pančevacki most |
| S3    | Beograd Centar – Rakovica – Kneževac – Kijevo – Resnik – Pinosava – Ripanj kolonija – Ripanj – Bela reka – Sopot kosmajski – Vlasko polje – Mladenovac |
| S4    | Pančevo Vojlovica – Pančevo streliste – Pančevo varoš – Ovca – Sebes – Krnjaca – Pančevacki most – Vukov spomenik – Karađorđev park – Rakovica – Kneževac – Kijevo – Resnik – Pinosava – Ripanj kolonija – Ripanj – Bela reka – Sopot kosmajski – Vlasko polje – Mladenovac – Lazarevac – Lajkovac – Valjevo |

Die Stationen der Zentralen Linie 1 des BG:Voz zwischen Batanjnica und Pančevački most sind:

Logo

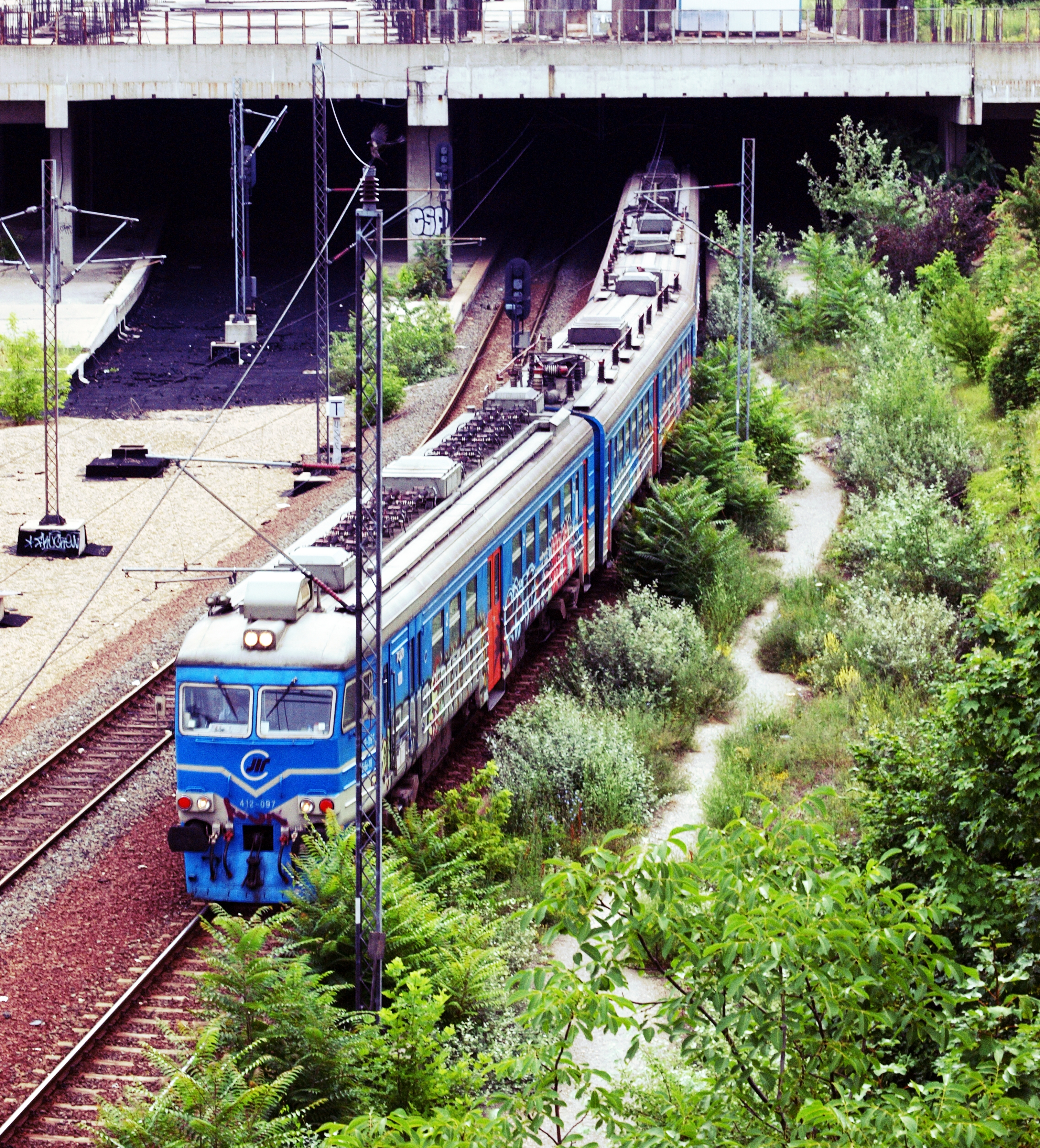
Triebwagen 412/416 in der Station Prokop

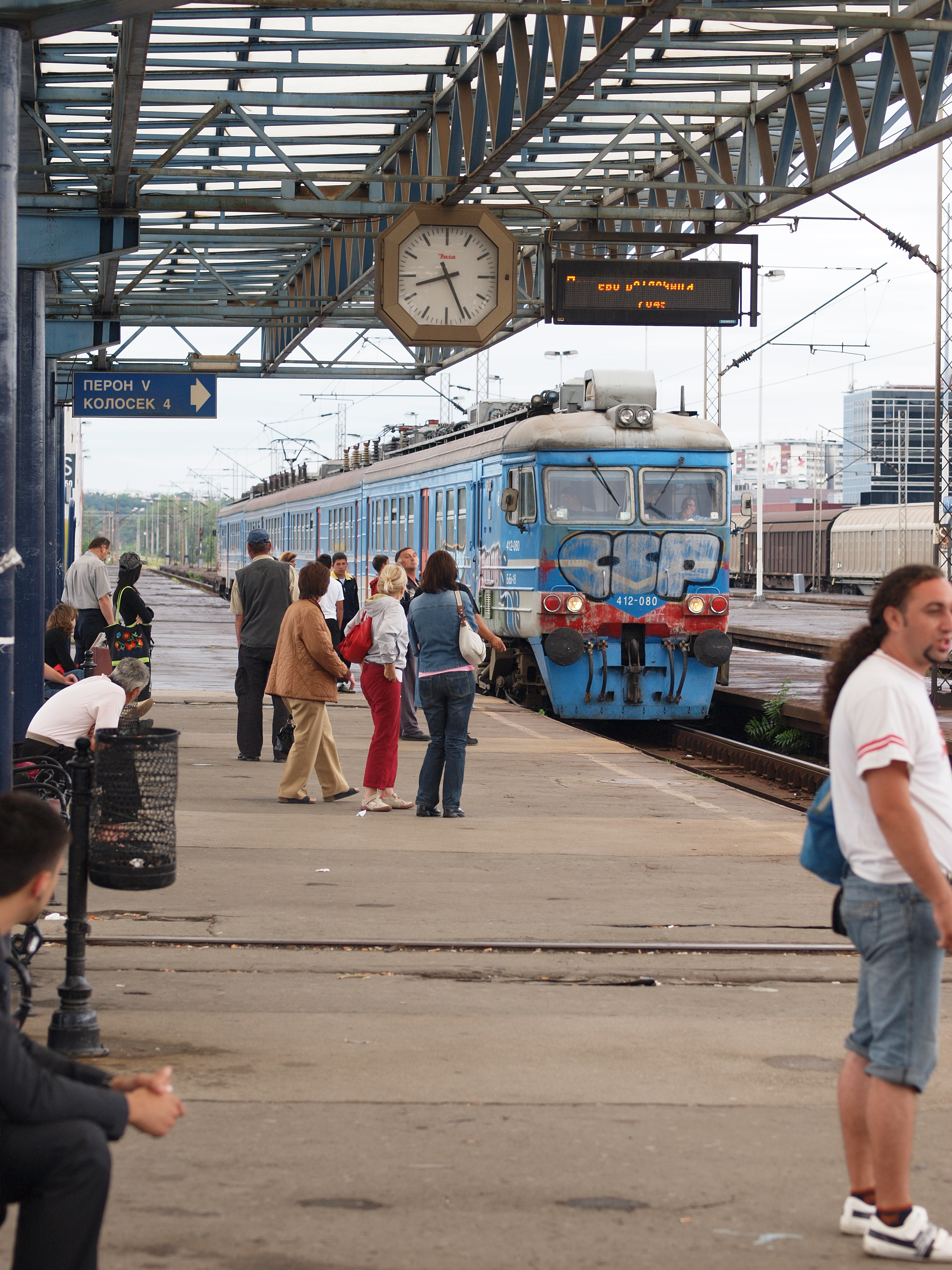
Beovoz-Zug im Bahnhof Novi Beograd

| \| \| \| Batajnica \| \| \| \| Zemunsko polje \| \| \| \| Zemun \| \| \| \| Zemund polje \| \| \| \| Tošin bunar \| \| \| \| Novi Beograd Verbindung zum Fernverkehr \| \| \| \| Beograd Centar Umstieg zu Linie 2 und 4 \| \| \| \| Karađorđev park Umstieg zu Linie 3 und 4 \| \| \| \| Vukov spomenik \| \| \| \| Pančevački most \| |  |                                          |                                          |
| Bahnhof |  | Batajnica                                | Batajnica                                |
| Bahnhof |  | Zemunsko polje                           | Zemunsko polje                           |
| Bahnhof |  | Zemun                                    | Zemun                                    |
| Bahnhof |  | Zemund polje                             | Zemund polje                             |
| Bahnhof |  | Tošin bunar                              | Tošin bunar                              |
| Turmbahnhof |  | Novi Beograd Verbindung zum Fernverkehr  | Novi Beograd Verbindung zum Fernverkehr  |
| Turmbahnhof |  | Beograd Centar Umstieg zu Linie 2 und 4  | Beograd Centar Umstieg zu Linie 2 und 4  |
| Turmbahnhof |  | Karađorđev park Umstieg zu Linie 3 und 4 | Karađorđev park Umstieg zu Linie 3 und 4 |
| Bahnhof |  | Vukov spomenik                           | Vukov spomenik                           |
| Bahnhof |  | Pančevački most                          | Pančevački most                          |

### Systematik
Das insgesamt 330 Kilometer lange Bahnnetz der Stadtbahn quert das zentrale Stadtgebiet in zwei in Nord-Süd-Richtung verlaufenden Tunneln (Dedinje, 6.160 m lang und Vračar, 3.504 m lang). Ein dritter Tunnel verbindet bis jetzt die nur für den Rangierbetrieb genutzte Station Makiš. Primäre Funktion ist heute die Beförderung der Fahrgäste innerhalb des Belgrader Eisenbahnknotens. Da die Linien von Beovoz nur die Infrastruktur des neuen Belgrader Eisenbahnknotens nutzen, ist keine Verbindung zum alten Bahnhof Beograd Centar gegeben.
Die vier Linien verliefen zuletzt auf den Strecken Batajnica – Inđija, Beograd Centar – Mladenovac, Pančevo (Vojilovica) – Pančevački most und Valjevo – Pančevo (Vojilovica) in bis zu 35 m tiefen Tunneln unter dem Stadtgebiet. Mit der nicht fertiggestellten Behelfsstation des zukünftigen Hauptbahnhofs Prokop und der 1996 eröffneten ersten städtischen Tunnelstation Vukov spomenik ist der Beovoz auch an das Zentrum der Stadt angebunden. Eine weitere wichtige Station ist die Station Novi Beograd, die momentan der zentrale Umsteigebahnhof von Fern- und Nahverkehr ist, da hier die zwei Eisenbahnsysteme vom alten und neuen Hauptbahnhof zusammentreffen.
Die spätere Anbindung von Beovoz an die in Planung befindliche Belgrader Stadtbahn oder Metro wird über die Umsteigestationen Vukov Spomenik und Prokop erfolgen. Ein Ausbau des Beovoz zum Flughafen Surčin ist mittlerweile in der Planungsphase und soll ab Novi Beograd über eine Neubaustrecke zum Flughafen eingerichtet werden. Im System des Beovoz verkehren neun Triebwagenzüge auf vier Linien. Insgesamt wurde 2008 täglich 88 Fahrten durchgeführt, für 2009 waren 91 vorgesehen. Auf den damals fünf Linien wurden 2008 3,2 Millionen Personen befördert.
Der Beovoz bediente zuletzt die Außenstrecken bis zu den Endhaltestellen des BG:Voz in Batajnica und Pančevački most sowie Beograd Centar. Züge der BG:Voz fuhren montags bis freitags im 15-Minuten-Takt, am Wochenende mindestens im Stundentakt.

### Fahrtenhäufigkeit
Die Beovoz-Züge verkehrten zuletzt nur im 45- bzw. 90-Minuten-Takt. Hatte die durchschnittliche Fahrtenfolge während der Jahre 1998/1999 33 Minuten betragen, verschlechterte sich die Situation in den folgenden Jahren durch mangelnde Investitionen in die Infrastruktur der Stadtbahn sowie den Ausfall zahlreicher Triebwagengarnituren.

### Fahrgastzahlen
Die Verkehrsleistung lag 2001 bei 62 Mio. Pkm, im Jahr 2007 bei 99 Mio. Pkm. 2007 nutzten 4,5 Mio. Fahrgäste das Angebot von Beovoz. 2008 wurden nur noch 3,25 Mio. Fahrgäste befördert, was 9.000 Fahrgästen pro Tag entspricht. Eine Kapazität von 20.000 Fahrgästen pro Tag ist realisierbar.

### Eingesetzte Triebwagen

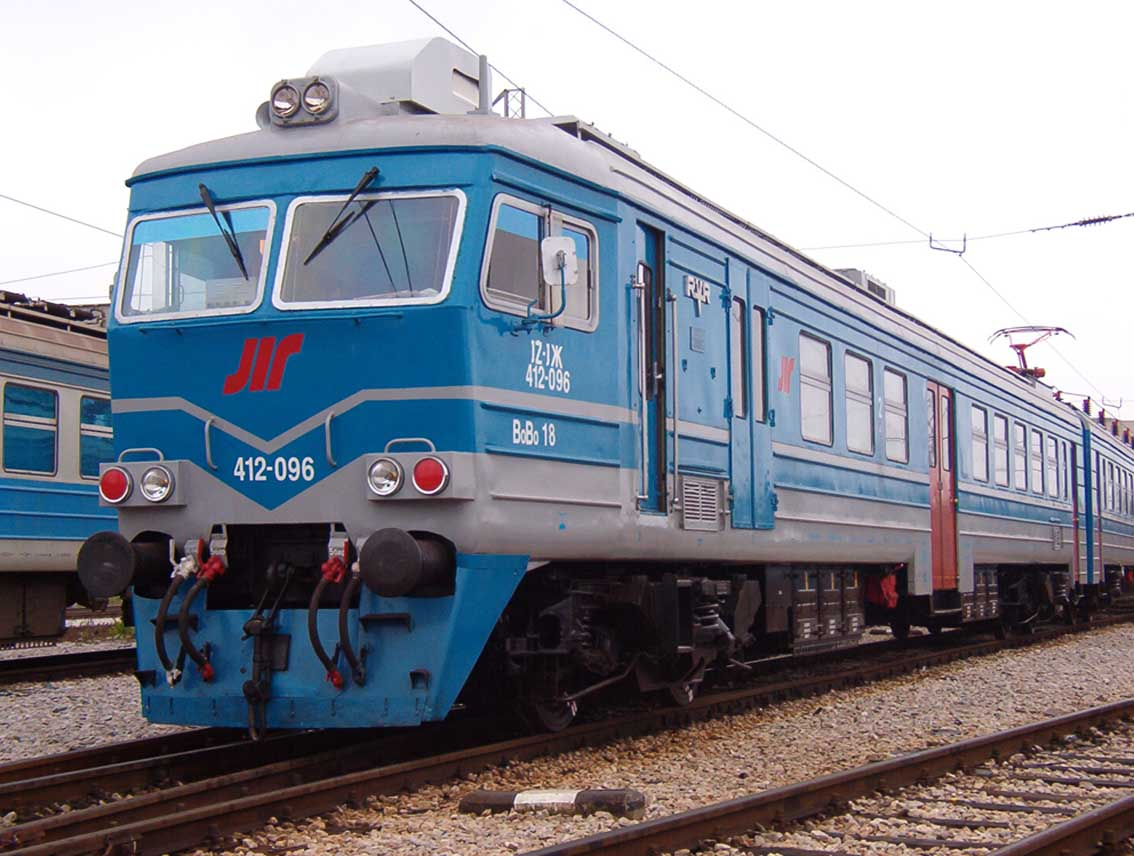
Triebwagen der Baureihe RVR 412/416

Seit 1980 wurden von den damaligen Zeleznice Jugoslavije für den Eisenbahnbetrieb in Novi Sad, Belgrad, Titograd und Skopje Triebwagen der lettischen RVR EMV 412/416er Baureihe angeschafft. Von noch 26 fahrtüchtigen Triebwagen der Zeleznice Srbije werden zehn ausschließlich für den Betrieb des Beovoz genutzt, neun Triebwagen bedienen dabei den aktuellen Fahrplan und einer dient als Reserve. Die Instandhaltung der Triebwagen erfolgt im Depot Zemun, der Remont wird von Zelvoz in Smederevo und Sinvoz in Zrenjanin übernommen.
Da sich die zwischen 11 und 27 Jahre alten Züge heute in einem technisch schlechten Zustand befinden und viele Einheiten wegen technischer Defekte, Schäden während des Betriebsablaufs und Überalterung nicht mehr einsatzbereit sind, hat die Investition in neue Triebwagen Priorität und sollte ursprünglich im Laufe des Jahres 2009 abgewickelt werden.
2010 wurden erste neue Triebwagen geliefert. Diese wurden allerdings nicht zur Verbesserung des Beovoz-Verkehrs verwendet, sondern stattdessen für das neu eingeführte System BG:Voz benutzt, das seit dem 1. September 2010 die Stationen Novi Beograd und Pančevački most in einem 30- bzw. 15-Minuten-Takt verbindet.

### Tarifsystem
Für die Berechnung des Fahrpreises sind zwei Tarifzonen eingerichtet, für das eigentliche Stadtgebiet sowie das Gesamttarifgebiet. Um die zentrale Zone 1, die zu einem großen Teil durch die Stadtteile des engeren Stadtgebietes begrenzt wird, liegen eine weitere Zone, die die Außenbezirke umfasst. Diese decken das gesamte Gebiet von Belgrad ab, jedoch ist in der Tarifzone keine flächendeckende Eisenbahninfrastruktur vorhanden.
Im Oktober 2008 betrug der Preis für Einzelfahrscheine 25 Dinar für die einfache Fahrt in der inneren Zone und 90 Dinar für die Fahrt durch die innere und äußere Zone. Alle Fahrten, die durch beide Zonen führen, kosten einheitlich 90 Dinar, unabhängig von der Länge der Fahrt.
Seit dem 1. April 2009 werden Monatsmarken für den Beovoz angeboten. Diese sind jeweils einen Kalendermonat gültig und kosten im Normalpreis 1200 Dinar sowie reduziert 600 Dinar (ca. 6 Euro).

## Geschichte und Entwicklung

### Rekonstruktion des Belgrader Eisenbahnknotens

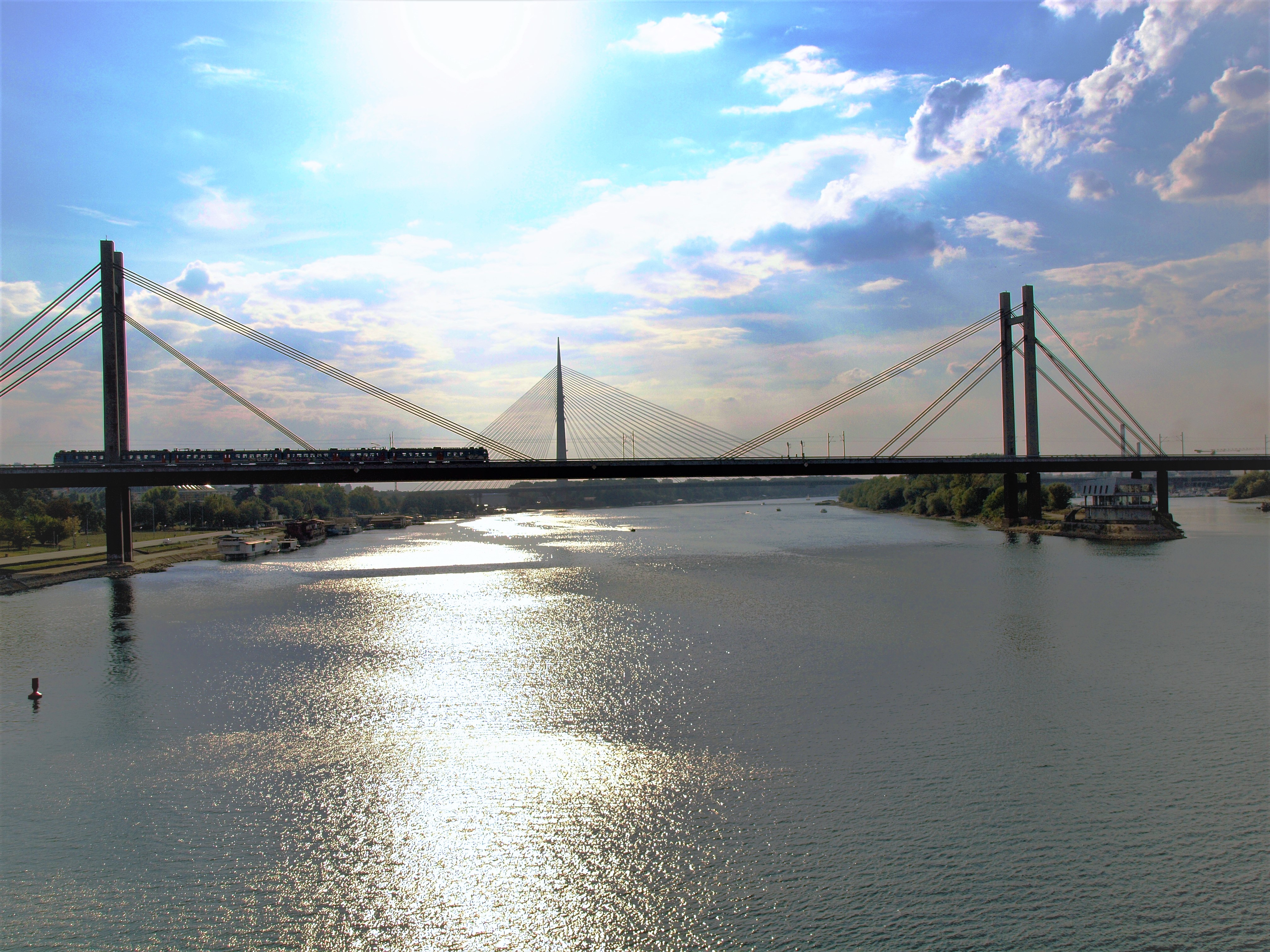
Eisenbahnbrücke zum Bahnhof Beograd Centar

Die Einrichtung der Belgrader Stadtbahn geht auf die umfassende Rekonstruktion des Belgrader Eisenbahnknotens ab 1971 zurück.
Der erste Spatenstich für die Neue Eisenbahnbrücke als erstem zentralen Bauwerk des Eisenbahnknotens und eigentlicher Baubeginn erfolgte 1974. Die Eisenbahnbrücke über die Save wurde 1979 eingeweiht. Da die Brücke aber durch die fehlenden Tunnel in der Stadt und die Baustelle der Station Prokop keine Zubringer besaß, waren für die Aufnahme des Betriebs einer Stadtbahn die Fertigstellung der Tunnel Dedinje und Vračar nötig.
Die Arbeiten am neuen Belgrader Hauptbahnhof Prokop begannen 1977. Der als zentraler Verkehrsknoten der Stadt geplante Bahnhof wurde durch die zeitgleichen Arbeiten an drei die Stadt durchquerenden Tunneln für ein komplexes Schienensystem geplant.
Trotz Verzögerung des Projektes fuhren die ersten Beovoz-Züge auf Teilstrecken zwischen Batanjnica und der in Bau befindlichen Station Belgrad Zentrum/Prokop schon seit dem 30. September 1984. Endhaltepunkt blieb jedoch bis 1992 eine provisorische Station hinter der Neuen Eisenbahnbrücke ohne Anbindung an den ÖPNV.

### Offizielle Aufnahme des Betriebs
Die offizielle Einweihung des Beovoz fand 1992 statt. Mit drei Linien durchfuhren erstmals Beovoz-Züge fahrplanmäßig das Stadtzentrum auf den Relationen Pancevo–Batanjnica und Resnik–Batajnica. Das operative Zentrum von Beovoz ist im Bahnhof Beograd centar.

### Tunnel Vračar
| \| \| \| von Prokop \| \| \| \| 0,0 \| nach Resnik (Tunnel) \| nach Resnik (Tunnel) \| \| \| \| \| \| \| \| 0,1 \| Karađordev park \| Karađordev park \| \| \| 1,7 \| Vukov spomenik \| Vukov spomenik \| \| \| 3,4 \| Pančevački most Eisenbahn \| Pančevački most Eisenbahn \| \| \| 3,5 \| nach Pančevo \| nach Pančevo \| |     |                           |                           |
| Strecke |     | von Prokop                | von Prokop                |
| Abzweig geradeaus und ehemals von rechts (im Tunnel) | 0,0 | nach Resnik (Tunnel)      | nach Resnik (Tunnel)      |
| Tunnelanfang |     |                           |                           |
| S-Bahn-Halt (im Tunnel) | 0,1 | Karađordev park           | Karađordev park           |
| S-Bahnhof (im Tunnel) | 1,7 | Vukov spomenik            | Vukov spomenik            |
| S-Bahn-Turmhaltepunkt (im Tunnel) | 3,4 | Pančevački most Eisenbahn | Pančevački most Eisenbahn |
| Tunnelende | 3,5 | nach Pančevo              | nach Pančevo              |

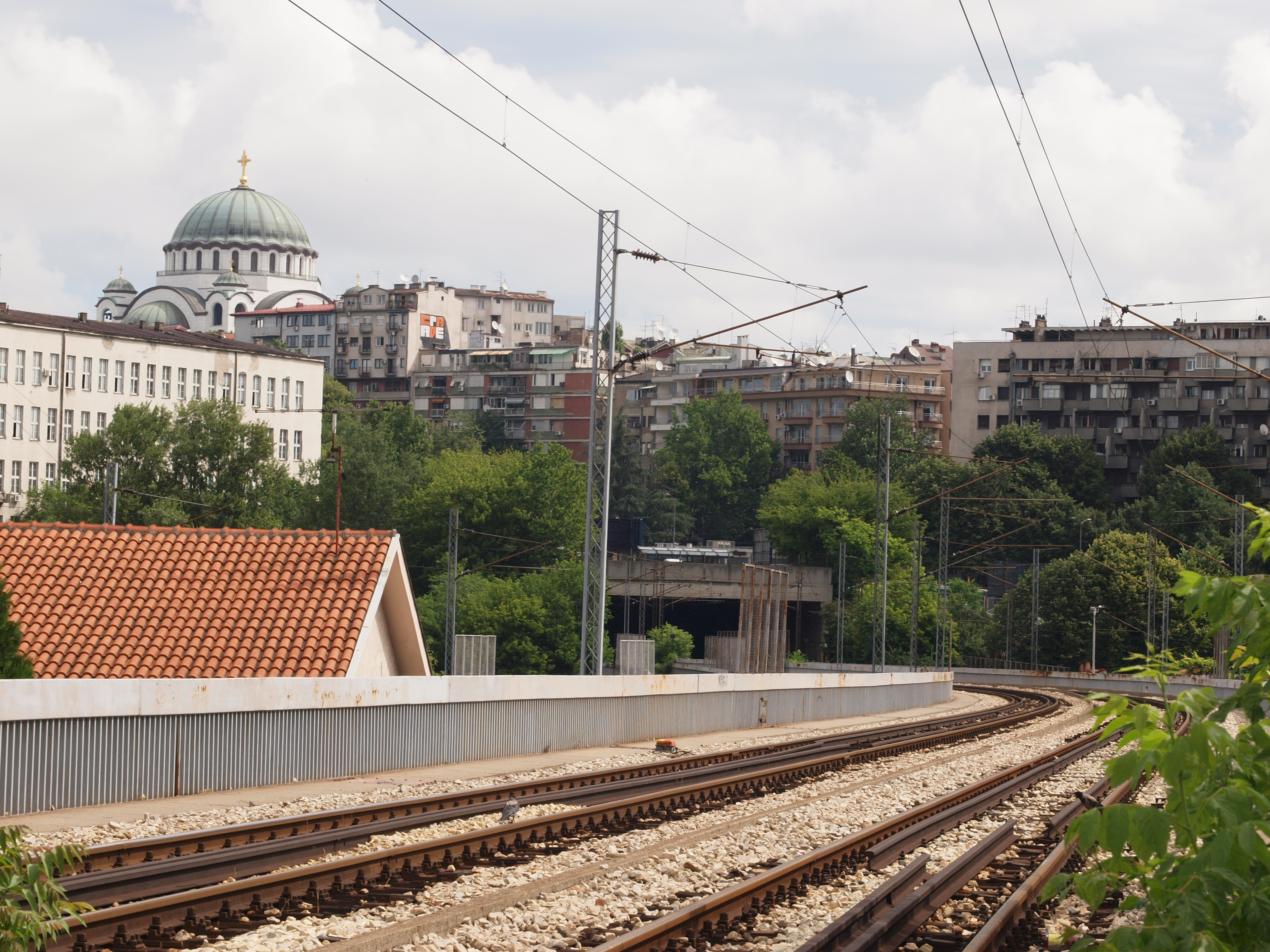
Vračar-Tunnel

Zentrale Achse des Betriebes ist der zweigleisige Vračar-Tunnel von 3225 m Länge. Dieser quert das Stadtgebiet zwischen den Stationen Karadordev Park und Pancevacki most. Von 1974 bis 1995 erbaut sollten ursprünglich neben den Stationen Karadordev park, Vukov spomenik und Pancevacki most noch die Station Slavija erbaut werden. Diese kam jedoch nicht zur Ausführung.

### Einweihung der unterirdischen StationVukov spomenik

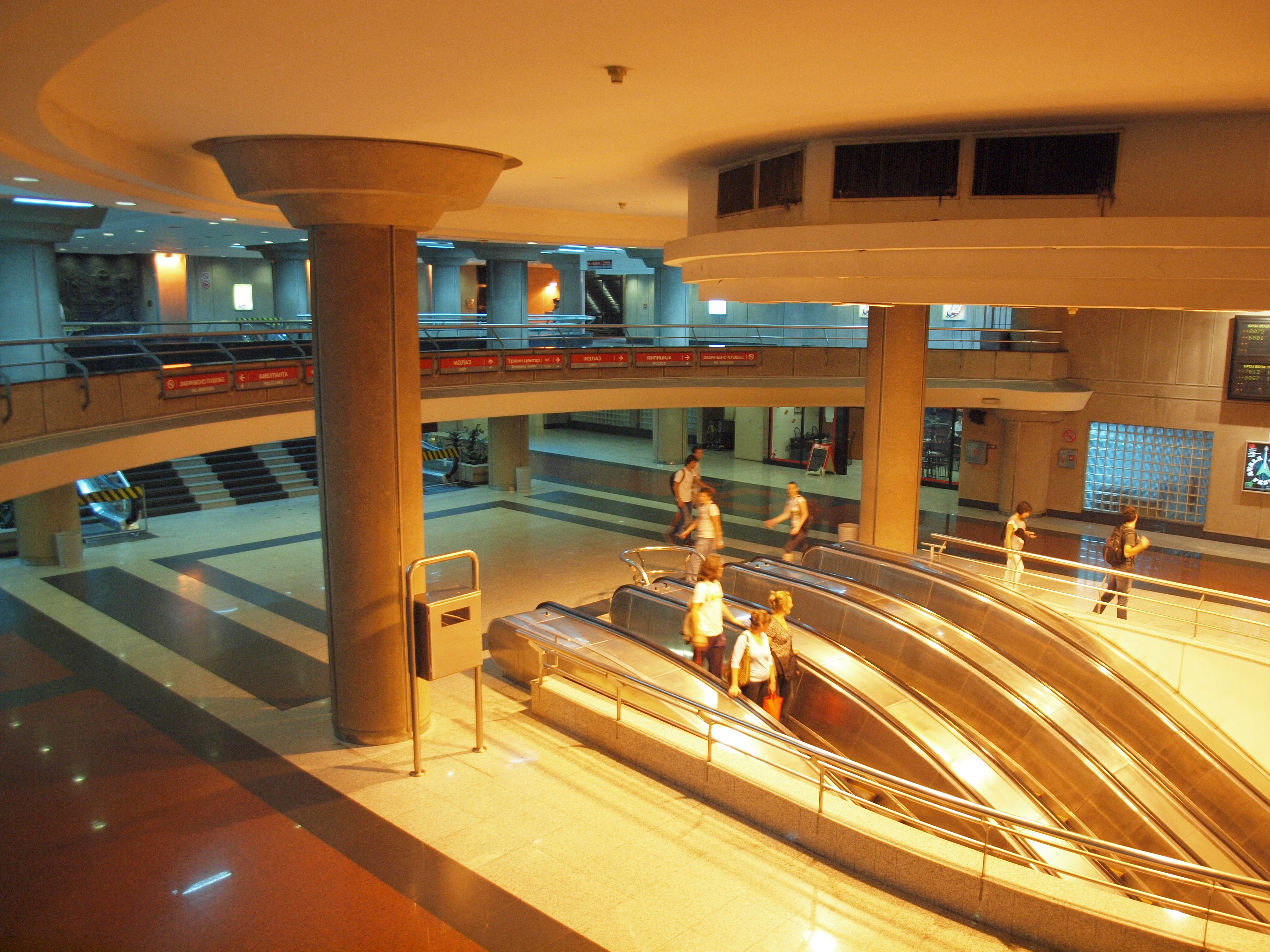
Galerie im Bahnhof Vukov spomenik

Ab 1985 wurde an der ersten Tunnelstation des Beovoz gearbeitet. Nach zehnjähriger Bauzeit konnte mit der Eröffnung 1995 der in 43 Meter Tiefe gelegenen Station Vukov spomenik eine Station nahe dem Stadtzentrum eröffnet werden und eine schnellere Anbindung der Vorstadt an das Zentrum erreicht werden.
Die Eröffnung der Station wurde vom damaligen Präsidenten Serbiens Slobodan Milošević und der politischen Führung der Sozialistischen Partei Serbiens sowie der JUL am 7. Juli 1995 in einer Manifestation, die landesweit im Fernsehen übertragen wurde, eröffnet, die stark an die staatspropagandistischen Manifestationen im ehemaligen sozialistischen Ostblock erinnerte.
Zur Eröffnung des aufwendigen Repräsentations- und Prachtbaus, der mit fünf Ebenen, exklusiven Baumaterialien sowie einer bronzenen Großplastik den Stil der Moskauer und St. Petersburger U-Bahn-Stationen nachempfunden ist, hielt Milošević die, die damalige Wirtschaftsblockade Jugoslawiens herausstellende, Rede: Die Tatsache, dass unser Land ein solches Projekt in den Jahren völliger internationaler Blockade und in einer Zeit, in der wir uns einem bis heute unbekannten äußeren Druck befanden, mit Erfolg zum Abschluss gebracht haben, zeigt, dass dies kein Hindernis sein konnte, dass Belgrad die modernste unterirdische Station in Europa bekommen hat. Sie hat nicht nur praktischen, sondern auch symbolischen Wert, da es unzweifelhaft sichtbar ist, das wir mit der Entwicklung unserer Eisenbahn in das kommende Jahrhundert geschritten sind. Die Eisenbahn in Serbien soll so aussehen und so wird sie aussehen, wenn das Projekt beendet wird, das wir hier mit der Realisierung der Modernisierung der Eisenbahn und des Hochgeschwindigkeitsbahnverkehrs begonnen haben.

### Zentrale Station Prokop

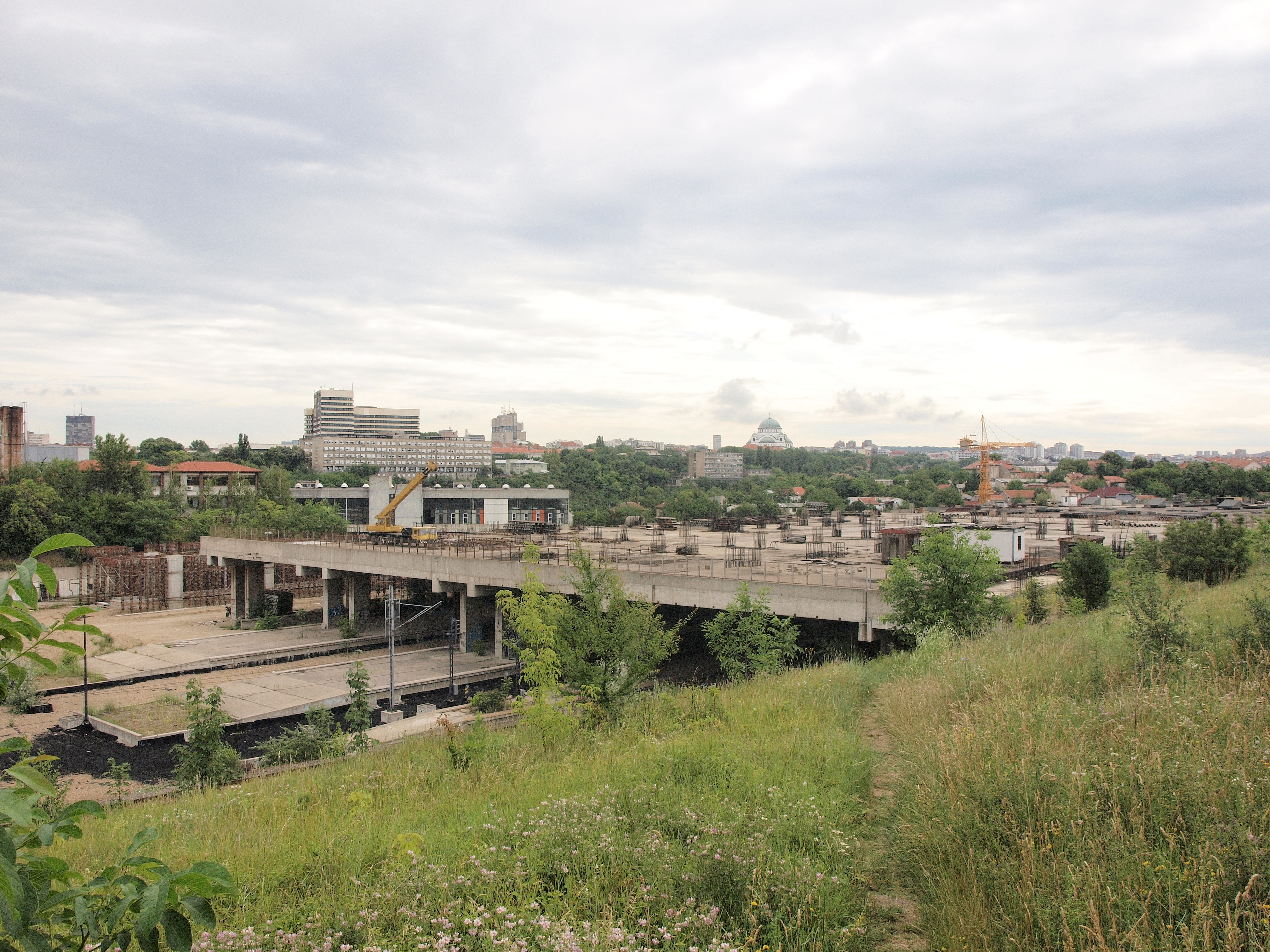
Prokop-Baustelle

Herzstück des Beovoz- und übrigen Eisenbahnverkehrs ist die Station Prokop/Belgrad Zentrum, die bis heute auf ihre Vollendung wartet. 1977 begonnen konnte sie noch nicht fertiggestellt werden. Mit zehn Gleisen wird sie sowohl dem innerstädtischen als auch dem Fernverkehr dienen. In Prokop befindet sich aber schon heute das operative Zentrum des Beovoz, da hier alle Linien zusammenlaufen.

### Sukzessive Schließung des Systems
Seit ergänzend zu den bestehenden Beovoz-Relationen im September 2010 auf der innerstädtischen Stammstrecke von Pančevački most nach Novi Beograd das von GSP Beograd betriebene System BG:Voz in Betrieb ging, die im April 2011 bis Batajnica verlängert wurde, wurde das Beovoz-Liniennetz zunächst um diese innerstädtische Relation gekürzt und ab 2013 vollständig aufgegeben. Von BG:Voz nicht übernommene Strecken wurden in den Regionalzugverkehr integriert.

## Planungen zum weiteren Ausbau und Verbesserung des bestehenden Systems

### Einheitliches Tarifsystem
Bisher wird das Beovoz-System von den Eisenbahnen Serbiens betrieben, es soll zukünftig in das Tarifsystem des GSP integriert werden, für das 2007 eine Machbarkeitsstudie in Auftrag gegeben worden ist. Das Belgrader Verkehrsinstitut CIP hat die Studie für die Integration 2008 abgeschlossen. Mit einem einheitlichen Tarifsystem können die Fahrgäste des Beovoz die Billets auch für die Fahrzeuge des GSP nutzen, was mit Umsteigehaltestellen des GSP und angepassten Fahrtakt an allen Beovoz-Station erfolgen soll.

### Verkürzung des Fahrtaktes
Die heutige größte Limitierung des Fahrtaktes besteht in den für den Beovoz bereitgestellten neun veralteten und technisch nicht mehr einwandfreien und daher auch dringend zu erneuernden Triebwagenzügen, die heute nur im Abstand von 30 bis 60 Minuten verkehren können. 2017 verkehren die Züge in der Hauptverkehrszeit im 15-Minuten-Takt. Zugausfälle sind besonders in den Abendstunden regelmäßige Erscheinungen, die potentielle Nutzer des Beovozes dadurch von einer Nutzung abhalten. Dazu kommen fehlende Fahrgastinformationen und Anzeigetafeln.

### Verbesserung der Information und Einrichtung von elektronischen Zuganzeigen

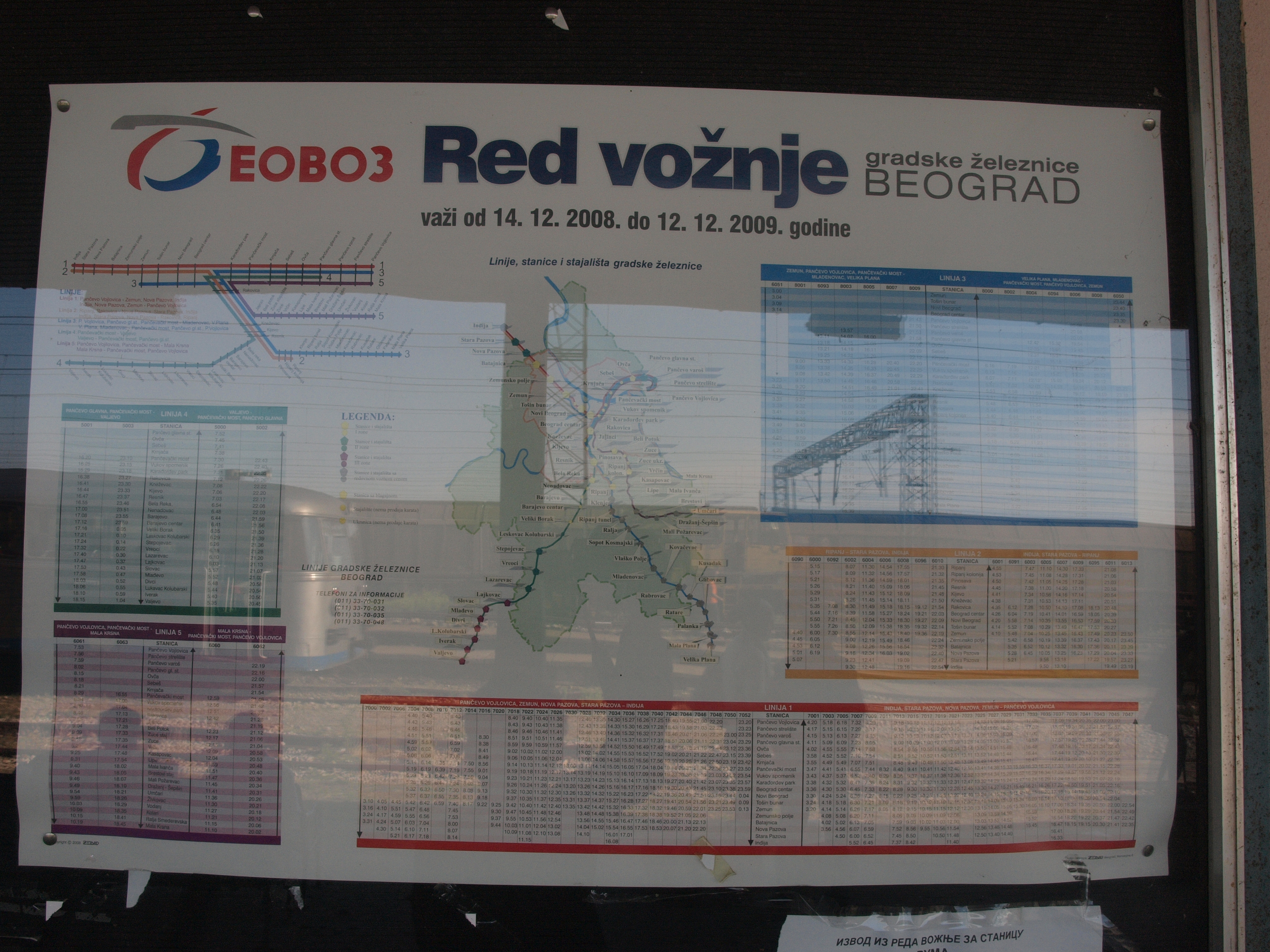
Aushang mit Liniennetzplan und Fahrplänen

Eine Integration von elektronischen Abfahrt- und Ankunftsanzeigen in den Stationen soll die Kommunikation zwischen Betreibern und Fahrgästen verbessern und die Verlässlichkeit der Nutzung erhöhen.

### Verbesserte Umlandanbindung
Im Zuge der Planfeststellung für die stärkere Präsenz des Beovozes im ÖPNV wird ein Betriebskonzept entwickelt, das eine vollständige Neuordnung des Beovoz-Systems bedeutet. Insbesondere durch einen Verbundplan soll die derzeitige Bevorzugung von Straßenbahn, Trolleybus und Autobus durch die bessere Erreichbarkeit und erleichterte Umsteigen, besonders im Umland verbessert werden. So sollen auch weiter von Belgrad entfernte Orte um bis zu 45 Minuten schneller als mit anderen Verkehrsmitteln an das Stadtzentrum angebunden werden.
Dafür sind folgende Maßnahmen vorgesehen:
- Umstellung der Taktfrequenz ganztägig von derzeit nur 45–60 Minuten auf 10–15 Minuten im Umkreis von 10 km um die Belgrader Innenstadt sowie in der Hauptverkehrszeit bis zu den Endpunkten
- langfristiger Einkauf von 18 neuen Garnituren[17]
- Rekonstruktion der Strecke auf eine 70 km/h und in der Endphase auf die im Plan einstmals vorgesehenen 100–120 km/h

### Politischer Umsetzungsprozess, Finanzierung
Das Projekt des Ausbaus des Beovoz soll durch eine Mischfinanzierung ermöglicht werden. Der Staat und die Stadt kommen für die Finanzierung auf. Für 2009 hatte die Stadt 13 Mio. Euro für die Revitalisierung des Beovoz-Systems vorgesehen. Dies wäre die erste größere Investition in Beovoz seit 2005 und könnte mit dem Kauf neuer Triebwagen-Einheiten einen 15- bis 20-Minuten-Takt ermöglichen. Hierfür haben die Železnice Srbije mittlerweile einen Kredit von 100 Mio. Euro bei der EBRD für den Kauf von bis zu 25 Garnituren bewilligt bekommen, der zum 24. März 2009 ausgezahlt werden wird.
Anfang 2009 wurde bekannt, dass sich die geplante Finanzierung für die Rekonstruktion der Anlagen sowie die Beschaffung neuer Triebwagen insbesondere auch wegen der wirtschaftlichen Krise etwas verschieben wird. Überlegungen, neue Triebwagen zu leihen oder leasen wurden erörtert. Es wurde eine grundsätzlichere Besitzstruktur diskutiert, wobei sich die Stadt mit dem Staat die Zuständigkeit des Beovoz teilt und damit ein Teil der Betriebskosten aus dem Stadtbudget geschultert wird. Der Beovoz soll in Zukunft auch durch ein gemeinsames Unternehmen betrieben werden. Dabei wird auch die Aufgabe des Namens Beovoz zugunsten von S-Bahn Belgrad diskutiert. Die von der Stadt für 2009 vorgesehenen 300 Mio. Dinar für den Beovoz blieben aber nach wie vor Bestandteil der Investitionen, von denen ein Teil in die Erneuerung der Gleise und Bahnübergänge verwendet werden sollte. Bis Ende 2010 sollten erstmals vier neue Triebwagen beschafft, nach 2010 waren weitere 16 vorgesehen.

### Neue Außenstrecken
Insbesondere der Ausbau auf der Verbindung Belgrad–Flughafen sowie die Anbindung an die Verbindungen Belgrad–Borca und Belgrad–Obrenovac sind im Planungsverfahren.
Da sich eine Umsetzung der geplanten Metro Belgrad nicht so schnell realisieren lassen wird, hat sich die Stadt zunächst für die kurz- und mittelfristige Verkehrsplanung im ÖPNV eine verstärkte strukturelle Verbesserung der Qualität zur besseren Nutzung der Beovoz-Anbindung vom Umland an die Stadt Belgrad gesetzt. Kurz- und mittelfristig ist geplant, dass das Beovoz-System als auf unabhängigen Gleisanlagen trassiertes Verkehrsmittel die noch zu bauende Metro Belgrad strukturell ersetzt und bis zur Inbetriebnahme dieser das Stadtzentrum mit einem unabhängigen Schienenbeförderungssystem bedient. Als Effekt erwartet man sich eine verstärkte Entlastung des Stadtzentrums vom Kraftfahrzeugverkehr, was möglich ist, wenn als Stimulation ein verbesserter Takt und ein besseres öffentliches Image die Passagierzahlen deutlich ansteigen lässt.